# Emakong Patera
L'Emakong Patera è una struttura geologica della superficie di Io.